# Silvia Valsecchi
Silvia Valsecchi (Lecco, 19 luglio 1982) è un'ex ciclista su strada e pistard italiana. Attiva come Elite UCI dal 2002 al 2021, in carriera ha vinto due titoli nazionali a cronometro su strada, nel 2006 e nel 2015, e due titoli europei di inseguimento a squadre, nel 2016 e nel 2017.

## Carriera
Specializzata nelle prove contro il tempo, ha ottenuto i risultati più significativi nei campionati italiani a cronometro. La maglia tricolore è stata sua nel 2006 a Pordenone e nel 2015 a San Vito al Tagliamento; si è inoltre classificata seconda nel 2010 e nel 2011 e terza nel 2005, nel 2007, nel 2008, nel 2009, nel 2013, nel 2016 e nel 2017. Altri risultati su strada sono stati i terzi posti nei campionati italiani in linea del 2011 e nella classifica generale del Tour Féminin en Limousin 2006, la vittoria in una tappa alla Vuelta El Salvador 2012 e la medaglia di bronzo nella cronometro a squadre mondiale 2014 con le compagne dell'Astana-BePink.
Su pista nella specialità dell'inseguimento a squadre si è aggiudicata due titoli europei, nel 2016 e nel 2017, la gara di coppa del mondo a Pruszków nel 2017 e la medaglia di bronzo ai campionati del mondo 2018 ad Apeldoorn. Ha inoltre vinto il titolo nazionale italiano di inseguimento individuale nel 2006, nel 2008, nel 2011, nel 2014 e nel 2015, di inseguimento a squadre nel 2011 e di scratch nel 2012 e nel 2015.

## Palmarès

### Strada
- 2006

3ª tappa Tour de l'Ardèche
Campionati italiani, prova a cronometro
- 2012

5ª tappa Vuelta a El Salvador (Santa Ana, cronometro)
- 2013

Grand Prix El Salvador
- 2015

Campionati italiani, prova a cronometro
- 2016

2ª tappa Tour de Bretagne (Radenac > Morbihan, cronometro)
- 2017

2ª tappa Tour de l'Ardèche (Montélimar > Cruas)

#### Altri successi
- 2013

2ª tappa Vuelta a El Salvador (Santa Tecla, cronosquadre)
- 2017

1ª tappa Setmana Ciclista Valenciana (Vila-real, cronosquadre)

### Pista
- 2006

Campionati italiani, inseguimento individuale
- 2008

Campionati italiani, inseguimento individuale
- 2011

Campionati italiani, inseguimento individuale
Campionati italiani, inseguimento a squadre (con Simona Frapporti e Gloria Presti)
- 2012

Campionati italiani, scratch
- 2013

Campionati italiani, velocità a squadre
- 2014

Campionati italiani, inseguimento individuale
Belgian Open, inseguimento individuale
- 2015

Campionati italiani, inseguimento individuale
Campionati italiani, scratch
- 2016

Campionati europei, inseguimento a squadre (con Elisa Balsamo, Simona Frapporti, Tatiana Guderzo e Francesca Pattaro)
- 2017

Campionati europei, inseguimento a squadre (con Elisa Balsamo, Tatiana Guderzo e Letizia Paternoster)
3ª prova Coppa del mondo 2017-2018, inseguimento a squadre (Pruszków, con Elisa Balsamo, Tatiana Guderzo e Francesca Pattaro)
- 2020

Campionati italiani, scratch

## Piazzamenti

### Grandi Giri
- Giro d'Italia

2005: 75ª
2006: 60ª
2007: ?
2008: 90ª
2009: 35ª
2010: 45ª
2011: 61ª
2012: 73ª
2013: 65ª
2014: 108ª
2015: 28ª
2016: 71ª
2017: 72ª
2018: 96ª
2019: 95ª
2020: 63ª

### Competizioni mondiali
- Campionati del mondo su strada

Salisburgo 2006 - Cronometro Elite: 36ª
Stoccarda 2007 - Cronometro Elite: 31ª
Limburgo 2012 - Cronosquadre: 6ª
Toscana 2013 - Cronosquadre: 11ª
Ponferrada 2014 - Cronosquadre: 3ª
Richmond 2015 - Cronometro Elite: 30ª
Doha 2016 - Cronosquadre: 4ª
Bergen 2017 - Cronosquadre: 8ª
Innsbruck 2018 - Cronosquadre: 9ª
- Campionati del mondo su pista

Saint-Quentin-en-Yvelines 2015 - Inseg. a squadre: 8ª
Saint-Quentin-en-Yvelines 2015 - Inseg. individuale: 17ª
Londra 2016 - Inseg. a squadre: 6ª
Hong Kong 2018 - Inseg. a squadre: 4ª
Hong Kong 2018 - Inseg. individuale: 8ª
Apeldoorn 2018 - Inseg. a squadre: 3ª
Apeldoorn 2018 - Inseg. individuale: 8ª
Pruszków 2019 - Inseg. individuale: 12ª
Berlino 2020 - Inseg. a squadre: 7ª
Berlino 2020 - Inseg. individuale: 16ª